# Romeo Anconetani
Romeo Anconetani (Trieste, 27 ottobre 1922 – Pisa, 3 novembre 1999) è stato un dirigente sportivo, giornalista e imprenditore italiano.
È noto per essere stato patron del Pisa dal 1978 al 1994.

## Biografia
Diplomatosi a Trieste in Disegno Artistico nel 1939, Romeo Anconetani lavorò in aziende milanesi e si trasferì successivamente a Firenze alla fine dello stesso anno. Durante la seconda guerra mondiale fu arruolato in fanteria, e venne inviato in alcuni presidi militari in Sicilia.

### Dagli inizi nel calcio alla radiazione
Dopo la guerra si avvicinò al calcio divenendo, nel 1947, segretario della società Le Signe di Signa, militante nel campionato di IV Serie. Dal 1950 al 1953 venne assunto dal presidente dell'Empoli Rigatti come dirigente; qui Anconetani fu il primo in Italia a introdurre la prevendita ai botteghini, facendo in modo che i tifosi acquistassero il biglietto diversi giorni prima della partita. Fu poi ingaggiato da Frati, numero uno del Prato, squadra che militava in Serie C. Per i biancazzurri, ricoprì il ruolo di dirigente sino al termine degli anni 1950. Fu anche tra i primi in Italia a istituire treni speciali per i tifosi.
Alla fine del decennio, da dirigente del Prato, venne radiato dalla federazione per una vicenda di illecito sportivo. Al termine della stagione 1959-1960, rimasto a Prato come consulente, venne coinvolto in un'altra vicenda di illecito sportivo, questa volta come parte lesa, in una situazione che coinvolse soprattutto la società calcistica di Pisa. Anconetani testimoniò alla Federazione su un tentativo, da parte dei pisani, d'influire sul risultato della gara esterna Prato-Pisa (terminata 1-0 per i lanieri), e la squadra nerazzurra venne penalizzata di 10 punti.

### Giornalista e consulente-mediatore
Durante l'arco degli anni 1950 e 1960 Anconetani divenne anche giornalista pubblicista scrivendo di calcio sul Giornale del Mattino di Firenze, firmandosi con lo pseudonimo di Franco Ferrari. Poiché la radiazione gli impediva di ricoprire incarichi dirigenziali nel mondo del calcio italiano, si reinventò consulente-mediatore di squadre calcistiche, aprendo un ufficio a Livorno nel 1959. Per anni fece consulenza per società come Torino, Napoli, Salernitana, Fiorentina, Palermo, Pisa, Avellino e Taranto; supervisionò e mediò alcuni trasferimenti, tra i quali il passaggio di proprietà di Claudio Sala dal Napoli al Torino per 600 milioni nel 1969. Nel 1973 si trasferì a Pisa, dove proseguì l'attività di consulente, soprattutto quando il figlio Adolfo divenne direttore sportivo della Lucchese nel 1976.
A Livorno e Pisa Anconetani diede vita a quello che è stato definito "Archivio Anconetani": usando una rete di persone fidate, calcolando le medie dei voti assegnati ai giocatori dai giornali di tutto il mondo, compilò un vasto archivio con schede dettagliate su oltre 40.000 calciatori. Inizialmente questo trattava calciatori italiani, mentre successivamente, soprattutto durante il periodo in cui Anconetani divenne presidente del Pisa, l'archivio incluse anche giocatori del Nord e dell'Est Europa nonché del Sudamerica, grazie alla rete di osservatori della squadra toscana.
Le consulenze per squadre di tutta Italia nei trasferimenti dei giocatori e nella mediazione nelle trattative, fecero guadagnare ad Anconetani nei primi anni 1960 l'appellativo di "Signor 5%" poiché percepiva una piccola commissione per ogni consulenza riguardante calciatori consigliati ad altri direttori sportivi o trasferiti alle società, sulla base dei dati redatti nelle schede del suo archivio. Viene definito il precursore della figura calcistica del procuratore.

### "Presidentissimo" del Pisa

Anconetani nell'abituale gesto scaramantico di spargere sale in campo prima di una gara del suo

È stato il presidente del Pisa di maggior successo nella storia del club, che acquistò nell'estate del 1978 per 300 milioni. In questo ruolo, è stato spesso definito con l'appellativo di "Presidentissimo" dai suoi tifosi e dalla stampa nazionale. È stato il numero uno di una squadra ai vertici del calcio italiano pur non avendo alcuna attività d'impresa, a differenza di altri colleghi, immobiliaristi, petrolieri e imprenditori di successo. Ufficialmente l'acquisto della società fu concluso dal figlio Adolfo, che figurò presidente fino al 1982; a seguito della vittoria dei mondiali spagnoli da parte della nazionale italiana, Romeo Anconetani poté beneficiare della grazia assieme a tutti i personaggi che erano stati precedentemente radiati dal calcio italiano, e poté assumere la presidenza dei nerazzurri a tutti gli effetti.
Prima di allora, il periodo più florido del Pisa risaliva agli anni 1920; sotto la guida di Anconetani, tra il 1978 e il 1994 la formazione toscana arrivò invece a disputare sei campionati di Serie A. Prendendo la squadra in C, in quattro stagioni riuscì a portarla sino alla massima categoria: centrò subito la promozione in cadetteria al suo primo anno di presidenza, nel 1978-1979, infine ottenne la A nel 1981-1982, dopo tredici anni dall'ultima apparizione nerazzurra nella massima serie. La stagione successiva il Pisa si guadagnò l'undicesimo posto finale, miglior risultato della sua storia nei campionati a girone unico; dall'anno dopo iniziò una lunga "altalena" tra la A e B, che si concluse nel campionato 1990-1991 con l'ultimo torneo in Serie A. In questi anni portò inoltre il Pisa, per la prima e fin qui unica volta, alle semifinali di Coppa Italia nell'edizione 1988-1989. La sua gestione si chiuse al termine dell'annata 1993-1994 quando, in poche settimane, dapprima la sconfitta nello spareggio-salvezza contro l'Acireale determinò la retrocessione nerazzurra in Serie C, e diverse vicissitudini societarie causarono poi il fallimento della società dopo ottantacinque anni di storia, per una cifra di 27 miliardi di lire. Fu la fine di quella che è passata alla storia, per quanto concerne il calcio pisano, come "Era Anconetani".

Anconetani (a destra) e il capitano nerazzurro Klaus Berggreen al termine della vittoriosa finale di Coppa Mitropa 1985-1986, primo trofeo internazionale del club pisano

Fu un uomo molto religioso, autodefinitosi "vescovo mancato", che portava spesso i calciatori del Pisa alle funzioni; assieme alla squadra fece anche diversi pellegrinaggi, come al santuario di Montenero, a piedi scalzi, o a quello della Madonna di Lourdes. Anconetani era inoltre profondamente scaramantico, tanto che era sua abitudine spargere del sale in campo prima del fischio d'inizio delle partite. Aveva tuttavia un atteggiamento dispotico nei confronti di giocatori e staff, che venivano magnificati quando tutto andava bene e criticati con toni alti in seguito a sconfitte; non di rado organizzava, nel mezzo della settimana, dei ritiri punitivi per motivare e portare i calciatori al massimo della forma. Nella stagione 1979-1980, dopo quattro cambi di panchina nel giro di pochi mesi, Anconetani si guadagnò l'appellativo di "ammazza allenatori": in sedici anni, in totale, cambiò ventidue tecnici della prima squadra, e spesso licenziò e riassunse parte del suo staff per puri capricci, o a seguito di sfuriate dopo scarsi risultati.
Attivo nel calciomercato, Anconetani portò a Pisa calciatori già famosi a livello internazionale, come Klaus Berggreen o la Scarpa d'oro della stagione 1981-1982 Wim Kieft, e contribuì a lanciare allenatori come Giuseppe Materazzi e Mircea Lucescu. Curò poi rapporti internazionali tra il club nerazzurro e altre società estere, organizzando diverse amichevoli e tournée in tutto il mondo. Per due volte ottenne di partecipare con la sua squadra al Torneo Anglo-Italiano e acconsentì di far disputare nella città toscana la fase finale di diverse edizioni della Mitropa Cup – che i nerazzurri vinsero per due volte, nel 1985 e nel 1988 –, organizzando anche una speciale Supercoppa Mitropa.
Ebbe peraltro un ruolo di rilievo nel panorama delle TV private. La trasmissione condotta da Massimo Marini per 50 Canale, Parliamo con Romeo, fino al 1994 fu l'unico esempio di un presidente ospite ma in realtà co-conduttore televisivo; Anconetani rispondeva in diretta alle telefonate dei tifosi, spesso istituendo veri e propri giochi a premi. La trasmissione fu per anni strumento di comunicazione tra il presidente e la tifoseria, arrivando a essere tra le più seguite della Toscana.

Anconetani (a sinistra) tra gli anni 1980 e 1990, durante la trasmissione TV Parliamo con Romeo a lui dedicata

All'epilogo della sua presidenza, nella stagione 1991-1992 tentò di fondere il Pisa con il Livorno, con l'idea di creare una società di nome "Pisorno" con un virtuale bacino di utenza dalle enormi potenzialità che, secondo lui, avrebbe potuto concorrere ai vertici del calcio italiano. La nuova squadra avrebbe giocato a metà strada tra le due città ma in territorio pisano, con un progetto per costruire un nuovo stadio in una struttura da 40.000 posti, con ristorante, centro commerciale e varie attività per il tempo libero. Il presidente decise di far disputare, a questo proposito, una gara di Coppa Italia interna del Pisa all'Armando Picchi di Livorno. Successivamente, una grande protesta dei tifosi pisani nelle settimane precedenti, e diversi scontri avvenuti fuori dall'impianto, convinsero Anconetani dell'impossibilità di realizzare tale progetto.

### Gli ultimi anni
Dopo il fallimento della società pisana, Anconetani si chiuse in un silenzio mediatico. In questo periodo venne contattato da Silvio Berlusconi, il numero uno del Milan, che lo ingaggiò come consulente, grazie al suo archivio rimasto intatto negli anni; ebbe una collaborazione anche con il Genoa di Aldo Spinelli. L'ultima apparizione pubblica prima della morte, avvenuta il 3 novembre 1999, fu per la festa dei novanta anni di storia del calcio a Pisa, il 26 maggio precedente. Il 9 dicembre 2001 il comune toscano ha cointestato a Romeo Anconetani l'Arena Garibaldi della città; successivamente, il 14 luglio 2002, è stata apposta una targa commemorativa.